# 海子山隧道
建设中的海子山隧道位于川藏铁路理塘站和巴塘站之间，横穿金沙江与雅砻江的分水岭沙鲁里山系的海子山，全长33,020米。预计于2030年建成通车。